# Matti Nykänen
Matti Ensio Nykänen, född 17 juli 1963 i Jyväskylä i Finland, död 4 februari 2019 i Villmanstrand, var en finländsk backhoppare. Han vann 46 deltävlingar i världscupen (näst mest), tysk-österrikiska backhopparveckan två gånger, fyra OS-guld samt sex VM-guld och ett VM-guld i skidflygning.

## Biografi

### Världscupen
Han debuterade i Världscupen i backhoppning 6 mars 1981. Han tävlade 9 säsonger i världscupen och vann 46 deltävlingar, den första i Oberstdorf 30 december 1981 och den sista i Garmisch-Partenkirchen 1 januari 1989. 4 gånger har han vunnit världscupen totalt (1982/83, 1984/85, 1985/86 och 1987/88). Endast Gregor Schlierenzauer har tagit fler världscupvinster.

### Tysk-österrikiska backhopparveckan
I Tysk-österrikiska backhopparveckan hade Nykänen 7 segrar i deltävlingar. Bara Bjørn Wirkola (10), Jens Weissflog (10) och Janne Ahonen (9) har flera delsegrar. Han vann backhopparveckan totalt 2 gånger (säsongerna 1982/1983 och 1987/1988).

### Olympiska spelen
I Olympiska vinterspelen vann Matti Nykänen 4 guldmedaljer. I OS i Sarajevo 1984 vann han klart (17,5 poäng) före Jens Weissflog, (Östtyskland) och Pavel Ploc, (Tjeckoslovakien) i stora backen. I samma OS tog han även en silvermedalj i normalbacken, slagen av Jens Weissflog med knapp marginal (0,8 poäng). I OS i Calgary 1988 vann han alla 3 backhoppstävlingarna med god marginal. I normalbacken vann han 17 poäng före de tjeckoslovakiska backhopparna Pavel Ploc och Jiří Malec. I stora backen slog han norrmannen Erik Johnsen med 16,1 poäng. Finland (med manskapet Ari-Pekka Nikkola, Matti Nykänen, Tuomo Ylipulli och Jari Puikkonen) vann lagtävlingen före Jugoslavien och Norge.

### Skid-VM
Matti Nykänen vann sex VM-guld (medräknat OS-tävlingen i Sarajevo som officiellt också räknas som VM-tävling). Från VM i Oslo 1982 vann han en guldmedalj i stora backen och en bronsmedalj i lagtävlingen. I VM 1984 i Engelberg arrangerades bara lagtävling eftersom detta inte stod på OS-programmet år 1984. Tävlingen vanns av Finland, 46,1 poäng före Östtyskland. Vidare vann Nykänen VM i laghopp med det finländska laget i Seefeld in Tirol 1985, VM i Oberstdorf 1987 och VM i Lahtis 1989. Han vann en silvermedalj från tävlingen i normalbacken 1987 och två bronsmedaljer från stora backen 1985 och 1987.

### VM i skidflygning
Nykänen vann en guldmedalj (Planica 1985), en silvermedalj (Vikersund 1990) och 3 bronsmedaljer (Harrachov 1983, Kulm 1986 och Oberstdorf 1988) från individuella tävlingar i Världsmästerskapen i skidflygning.

### Stil och tränare
Matti Nykänen avslutade backhoppskarriären på elitnivå 1991 när V-stilen gjorde sitt intåg i backhoppningen. När Jan Boklöv började använda V-stilen, sade Nykänen att han bara ska hoppa i traditionell stil, eftersom han inte är en ladusvala.
Nykänens tränare under många år var Matti Pulli. Nykänen tränade för Jyväskylän Hiihtoseura.

### Senare och andra aktiviteter
Efter en paus på 10 år började Nykänen 2008 träna igen, för att satsa på veteran-VM den 27–28 februari 2008 i Taivalkoski och framförallt på samma tävling 2009. Den 28 februari 2008 blev Nykänen världsmästare i backhoppning för veteraner efter att ha hoppat längst av alla deltagare i de båda omgångarna. 2010 fick Nykänen brons i veteran-VM i Slovenien.
I filmen Matti från 2006 dramatiserades historien om Matti Nykänens karriär och fall. Rollen som Matti Nykänen gestaltades av Jasper Pääkkönen.
Matti Nykänen var även sångare.
Nykänen, som under många år led av alkoholism, avled den 4 februari 2019 i sviterna av bukspottkörtelinflammation och lunginflammation.

## Utmärkelser och eftermäle
Nykänen blev tilldelad Holmenkollenmedaljen 1987 tillsammans med västtysken Hermann Weinbuch.
Hoppbacken i hans hemstad Jyväskylä heter numera Matti Nykäsen mäki (tidigare Laajavuoren hyppyrimäki).

## Musik och böcker

### Diskografi
- Yllätysten yö (album 1992)
- Samurai (album 1993)
- Elämä on laiffii (singel 2002)
- Tää on mun elämää (singel 2004)
- Jump and Fly (icke utgiven singel)
- Mäkikotka ja häkkilintu (singel 2005)
- Ehkä otin, ehkä en (album 2006)
- Anna mulle sexii (2008)
- Lennä Nykäsen Matti (singel 2008)
- Pomminvarma rakkaus (singel 2009)
- Jälleen joulu on (singel 2009)
- Tuusula mielessäin (Med Teflon Brothers) (singel 2013)
- Jokainen tsäänssi on mahdollisuus (singel 2013)
- Suomi (Yksi Totuus feat. Matti Nykänen) (singel 2018)
- Leipää ja vettä (singel 2019)